# Robert Blinc

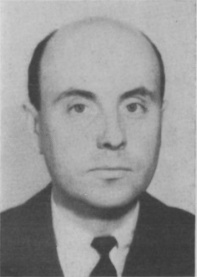
Robert Blinc (1969)

Robert Blinc (* 31. Oktober 1933 in Ljubljana; † 26. September 2011 ebenda) war ein slowenischer Physiker.
Robert Blinc schloss sein Grundstudium 1958 an der Fakultät für Naturwissenschaften in Ljubljana ab, ein Jahr später promovierte er. Anschließend begann er ein Post-Doc-Studium am Massachusetts Institute of Technology. Nach seiner Rückkehr nach Slowenien setzte er seine Arbeit am Jožef Stefan Institut fort. 1970 wurde er Professor an der Universität Ljubljana; seit 2004 war er außerdem der erste Dekan der Jožef Stefan International Postgraduate School.
Professor Blinc war einer der Begründer von Anwendungen der Kernspinresonanz zur Untersuchung von Phasenübergängen und Flüssigkristallen. Er gründete die NMR/EPR-Spektroskopie in Slowenien (seine erste Veröffentlichung zu diesem Thema erschien Anfang 1958) und leitete die Abteilung für Physik der kondensierten Materie am Jožef-Stefan-Institut. Von 1990 bis 1996 war er Präsident der AMPERE Groupement für zwei Mandate. Er war Mitglied der Slowenischen Akademie der Wissenschaften und Künste und war vom 2. Oktober 1980 bis zum 6. Mai 1999 deren Vizepräsident. 1991 wurde er zum ordentlichen Mitglied der Academia Europaea gewählt. Außerdem war er Mitglied der Europäischen Akademie der Wissenschaften und Künste und Ehrenmitglied der Gesellschaft der Mathematiker, Physiker und Astronomen Sloweniens.